# Prévondavaux
Prévondavaux (toponimo francese; in tedesco Tiefental, desueto) è un comune svizzero di 70 abitanti del Canton Friburgo, nel distretto della Broye.

## Monumenti e luoghi d'interesse

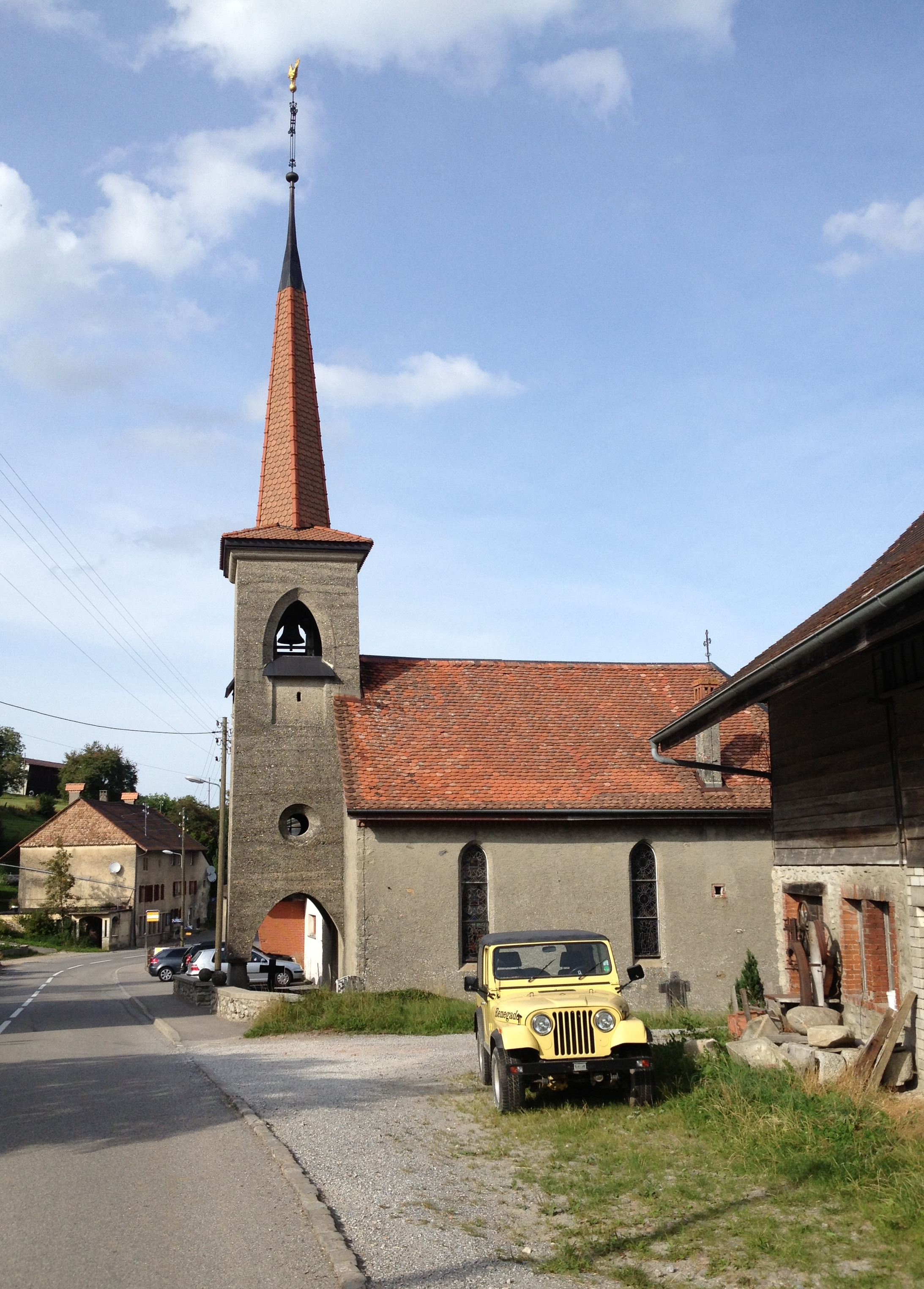
La cappella cattolica di Sant'Uberto

- Cappella cattolica di Sant'Uberto, eretta nel 1583 e ricostruita nel 1887[1];
- Rovine del castello di Prévondavaux[1].

## Società

### Evoluzione demografica
L'evoluzione demografica è riportata nella seguente tabella:
Abitanti censiti

## Amministrazione
Ogni famiglia originaria del luogo fa parte del comune patriziale che ha la responsabilità della manutenzione di ogni bene comune.